# Petar Mamić
Petar Mamić (n. 6 martie 1996, Zagreb, Croația) este un fotbalist croat liber de contract, care joacă pe post de fundaș lateral. Pe plan internațional, are prezențe la națională pentru Croația U-17⁠(d), Croația U18⁠(d), Croația U-19⁠(d) și Croația U-21⁠(d).